# (73666) 1981 EH45
(73666) 1981 EH45 – planetoida z pasa głównego asteroid okrążająca Słońce w ciągu 3,91 lat w średniej odległości 2,48 j.a. Odkryta 1 marca 1981 roku.